# Mokopirirakau
Genre
Mokopirirakau est un genre de geckos de la famille des Diplodactylidae.

## Répartition
Les espèces de ce genre sont endémiques de Nouvelle-Zélande.

## Liste des espèces
Selon The Reptile Database (24 septembre 2021) :
- Mokopirirakau cryptozoicus (Jewell & Leschen, 2004)
- Mokopirirakau galaxias Knox et al., 2021[3]
- Mokopirirakau granulatus (Gray, 1845)
- Mokopirirakau kahutarae (Whitaker, 1985)
- Mokopirirakau nebulosus (McCann, 1955)

## Systématique
Les espèces de ce genre étaient précédemment classées dans le genre Hoplodactylus.

## Étymologie
Mokopirirakau vient du maori "Moko-piri-rākau" signifiant "gecko de forêt".

## Publication originale
- Nielsen, Bauer, Jackman, Hitchmough & Daugherty, 2011 : « New Zealand geckos (Diplodactylidae): Cryptic diversity in a post-Gondwanan lineage with trans-Tasman affinities ». Molecular Phylogenetics and Evolution, vol. 59, n. 1, p. 1-22 (lire en ligne).